# Focus on the Global South
Focus on the Global South est une organisation altermondialiste, qui d'un côté élabore et diffuse des analyses, propositions et des moyens d'information afin de promouvoir la soutenabilité sociale et écologique de nos sociétés, et qui de l'autre côté multiplie les plaidoyers ainsi que l'organisation d'actions de base, en premier lieu dans les pays d'Asie du Sud,. Depuis sa fondation en 1995, Focus on the Global South a développé ses projets de recherche et ses campagnes d'actions en Thaïlande (son quartier général se trouvant à Bangkok), en Inde (à partir de son bureau de New Delhi) et aux Philippines (à partir de son bureau de Manille).

## Histoire
Focus on the Global South est une organisation qui a été créée en 1995 par Walden Bello et Kamal Malhotra. Depuis l'origine, l'organisation est affiliée à l’université Chulalongkorn (CUSRI) en Thaïlande et travaille sur les problèmes du Sud de l'Asie et du Pacifique. Le philippin Walden Bello, qui a été à l'origine du concept de démondialisation, en a été le directeur exécutif pendant ses sept premières années, jusqu'à ce que le bolivien Pablo Solon lui succède en 2012, puis l'indienne Shalmali Guttal en 2015 jusqu'à maintenant.

## Buts et activités
Focus on the Global South combine ses projets de recherche avec des activités de plaidoyer et l'organisation de campagnes d'action afin de développer des analyses critiques et des débats mettant en cause les politiques néolibérales, la mondialisation orientée par les intérêts des transnationales ainsi que le militarisme, et de renforcer en même temps la mise en œuvre de solutions alternatives à la mondialisation financière. Dans ce but, il cherche à rassembler un ensemble d'acteurs sociaux, depuis les États et les institutions internationales jusqu'aux groupes et mouvements sociaux de base (avec lesquels il a des liens importants aussi bien aux plans local que national), afin de développer et partager ses recherches et analyses mettant en question les politiques des transnationales et des États qui les soutiennent, tout en promouvant les moyens alternatifs d'organiser les vies économique, politique et culturelle.
Focus on the Global South divise son travail selon cinq principaux axes de campagnes :
- Le commerce et les investissements (ce qui fut l'originalité initiale des contributions de Focus on the Global South, analysant la nature et les implications des Accords de libéralisation du commerce niant les spécificités de la région Asie-Pacifique),
- Les mouvements sociaux (soutenant les changements sociaux avec les mouvements sociaux et les communautés d'avant-garde)
- La justice climatique et environnementale (fournissant des analyses de la crise écologique, promouvant et renforçant des alternatives montrant comment les économies émergentes de l'Asie peuvent transformer leur trajectoire en suivant une voie équitable et soutenable sur les plans environnemental et social),
- La terre, les forêts et l'eau, exemples emblématiques des Communs qu'il s'agit de défendre afin de stopper leur rapide exploitation et de freiner la marchandisation des ressources naturelles et intellectuelles.

## Pour en savoir plus
- Site de l'organisation : http://www.focusweb.org